# 弘前市立津軽中学校
弘前市立津軽中学校（ひろさきしりつ つがるちゅうがっこう）は、青森県弘前市にある公立中学校。

## 沿革
- 1949年（昭和24年）
  - 3月19日 - 大浦村立大浦中学校・岩木村立岩木中学校・駒越村立鳥井野中学校が統合し、大浦村外二ケ村学校組合立岩津軽中学校発足。常盤野分校が、常盤野小学校に併設。
  - 4月 - 校舎第一期工事落成式及び開校式挙行。
  - 9月 - 校章制定。
  - 10月 - 第二期工事落成。
- 1950年（昭和25年）
  - 6月 - 学校図書館の設置。
  - 11月 - 第三期工事落成。同月、優良施設校として文部大臣から表彰。
- 1951年（昭和26年）3月 - 校旗制定（寄贈）。
- 1952年（昭和27年）
  - 3月 - 校歌制定披露。
  - 4月 - 常盤野分校が、岩木村に移管独立し、岩木村立常盤野中学校となる。
- 1953年（昭和28年）7月 - 日本青少年赤十字団加盟。
- 1955年（昭和30年）10月 - 大蔵大臣からこども郵便局表彰。
- 1958年（昭和33年）6月 - 郵政大臣からこども郵便局表彰。
- 1961年（昭和36年）2月1日 - 岩木村の町制施行により、岩木町立津軽中学校と改称。
- 1968年（昭和43年）8月 - 水泳プール完成。
- 1969年（昭和44年）
  - 4月1日 - 特殊学級設置。
  - 9月1日[2] - 完全給食実施。
- 1975年（昭和50年）4月 - 駒越中学校を統合。
- 1980年（昭和55年） - 武道場完成[3]。
- 1984年（昭和59年） - 新体育館完成[3]。
- 1985年（昭和60年） - 新校舎完成[3]。
- 2006年（平成18年）2月27日 - 岩木町が弘前市に合併された為、弘前市立津軽中学校と改称。
- 2018年（平成30年）9月1日 - 「岩木文化センターあそべーる」にて、創立70周年記念式典挙行[4]。

## 部活動
- 2003年（平成15年） - 男子バスケットボール部が全国中学校バスケットボール大会にて準優勝。

## 学区
- 駒越、真土、龍ノ口、鳥井野、如来瀬、兼平、一町田、熊嶋、高屋、賀田1・2丁目、賀田、八幡、愛宕、鼻和、五代、宮地、新岡、葛原、新法師、横町、高岡、百沢の一部

- これは、弘前市立岩木小学校と同じ学区である。

## 交通
弘南バス「津軽中学校通り」バス停下車。
- 弘前～枯木平線
- 弘前～いわき荘線
- 義塾高校線（三本柳発）
- 義塾高校線（兼平発）
  - 義塾高校線は、平日朝の高校行（登校日）のみ運行。

## 参考資料
- 『青森県教育 別巻』（青森県教育委員会・1973年12月20日発行）「学校沿革 小学校」905～906頁「津軽中学校」